# 中野利幸
中野 利幸（なかの としゆき）は、フジテレビ編成制作局制作センター第一制作室ゼネラルプロデューサー、テレビドラマプロデューサー。

## 略歴
1998年、フジテレビ入社。
編成部を経て2007年『東京タワー 〜オカンとボクと、時々、オトン〜』で初プロデュース。
『ライフ〜壮絶なイジメと闘う少女の物語〜』（2007年）、『ラスト・フレンズ』（2008年）、『流れ星』（2010年）、『私が恋愛できない理由』（2011年）、『ラスト♡シンデレラ』（2013年）、『ラジエーションハウス〜放射線科の診断レポート〜』（2019年）など数々のヒット作品をプロデュースしている。

## 作品

### プロデュース
- 東京タワー 〜オカンとボクと、時々、オトン〜（2007年）
- 第18回フジテレビヤングシナリオ大賞「ブロッコリー」（2007年）
- ライフ〜壮絶なイジメと闘う少女の物語〜（2007年）
- フライトパニック（2007年）
- ラスト・フレンズ（2008年）
- イノセント・ラヴ（2008年）
- ブザー・ビート〜崖っぷちのヒーロー〜（2009年）
- 第21回フジテレビヤングシナリオ大賞「輪廻の雨」（2010年）
- 素直になれなくて（2010年）
- 流れ星（2010年）
- 私が恋愛できない理由（2011年）
- 虹の向こうへ（2012年）※BeeTV
- 結婚しない（2012年）
- ラスト♡シンデレラ（2013年）
- ビター・ブラッド（2014年）
- ディア・シスター（2014年）
- 医師たちの恋愛事情（2015年）
- オトナ女子（2015年）
- ラジエーションハウス〜放射線科の診断レポート〜 第1シリーズ（2019年）[2]
- 小説王（2019年）[3]
- 金魚妻（2022年）※Netflix[4][5]
- わたしのお嫁くん（2023年）[6]
- 真夏のシンデレラ（2023年）[7]

### チーフプロデュース
- 人は見た目が100パーセント（2017年）
- 隣の家族は青く見える（2018年）

### 協力プロデュース
- コード・ブルー -ドクターヘリ緊急救命-（2008年・2010年・2017年）
- 鍵のかかった部屋（2012年）
- WONDA×AKB48 ショートストーリー「フォーチュンクッキー」（2013年）

### プロデュース補
- 西遊記（2006年）
- サプリ（2006年）

### 編成
- FNS27時間テレビスペシャルドラマ「海のオルゴール」（2003年）
- はたち〜1983年に生まれて〜（2004年）
- ディビジョン1（2004年 - 2005年）- 編成・企画
- 9･11NYテロ真実の物語（2004年）
- 久本ドラマ（2004年）
- X'smap〜虎とライオンと五人の男〜（2004年）
- 恋におちたら〜僕の成功の秘密〜（2005年）
- 僕のいた時間（2014年）- 編成企画
- キャリア〜掟破りの警察署長〜（2016年）- 編成企画

### 企画
- 深夜も踊る大捜査線2（2003年）
- ラジエーションハウスII〜放射線科の診断レポート〜 第2シリーズ（2021年）
- 劇場版 ラジエーションハウス（2022年）